# Casino Llagosterenc
El Casino Llagosterenc és una entitat de Llagostera fundada el 1856 en el marc del moviment associatiu que viu de la població al segle xix, vinculat a l'expansió de la indústria surotapera. L'entitat actualment disposa d'escoles de música i de dansa, entre altres activitats de dinamització cultural i social. La seu actual de l'entitat, inaugurada el 1891 i reformada el 1929 per Josep Esteve Corredor, forma part de l'Inventari del Patrimoni Arquitectònic de Catalunya i respon als postulats academicistes del Noucentisme. La Generalitat de Catalunya li atorgà la Creu de Sant Jordi el 2014.

## L'Edifici
Edifici de planta rectangular, murs portants, parets arrebossades i elements ornamentals de pedra artificial. La composició de la façana respon als estilemes acadèmics dels noucentistes, amb una simetria respecte al punt central de la mateixa i ressaltada per una falsa portalada amb frontó triangular i columnes jòniques. A la planta principal hi ha un balcó amb balustrada clàssica, rematat per un coronament amb frontó trencat que suporta el rellotge. També hi ha balustrada al llarg de tot l'edifici sobre una cornisa volada. A l'interior cal remarcar la gran nau central, amb columnes, i tota la decoració pròpia de les formes classicistes.

## Història
El Casino té l'origen en els grups d'esbarjo formats al segle xix. Fou fundat l'any 1856 i era el centre d'activitats culturals, que volia ser interclassista però era dominat per la burgesia local i els menestrals, tot mancant-hi els pagesos i les dones. La importància de la indústria surera tingué un reflex en el Casino i això va comportar el seu engrandiment, ja que l'antic es feu del tot insuficient. Així, hom construí un nou edifici a l'eixample de Llagostera i amb unes dimensions aptes per acollir els socis i totes les activitats. S'inaugurà l'any 1929 i les obres van representar un cost de 135.000 ptes.